# Lisie Kąty (Paczków)
Lisie Kąty (deutsch Fuchswinkel, schlesisch Foxwinkel)  ist ein Ort in der Stadt- und Landgemeinde Paczków (Patschkau) im Powiat Nyski der Woiwodschaft Opole (Oppeln) in Polen.

## Geographie
Das Straßendorf Lisie Kąty liegt im Südwesten Oberschlesiens an der Grenze zu Tschechien, etwa sechs Kilometer südlich von Paczków, 28 Kilometer westlich von Nysa (Neisse) und 83 Kilometer südwestlich von Opole (Oppeln) am Czerwony Potok (Fuchswinkler Wasser), der im Reichensteiner Gebirge entspringt.
Nachbarorte sind Unikowice im Norden, Ujeździec und Trzeboszowice im Nordosten, Dziewiętlice im Osten und Gościce im Nordwesten. Jenseits der Landesgrenze zu Tschechien liegen Bernartice im Südosten, das erloschene Kohout (Hahnberg / Hamberk) im Süden und Bilý Potok im Südwesten.

## Geschichte

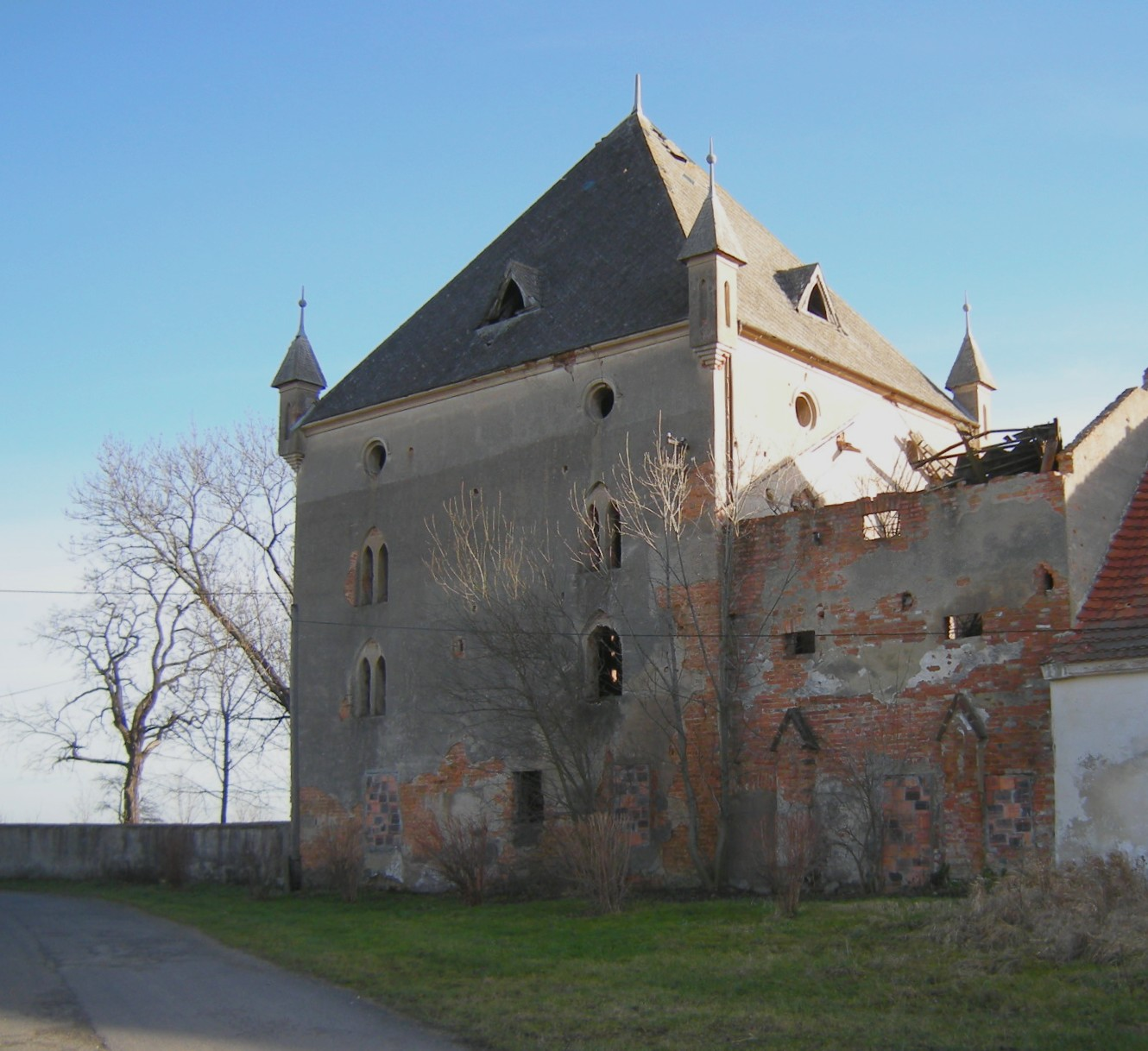
Schloss Fuchswinkel – Eckturm

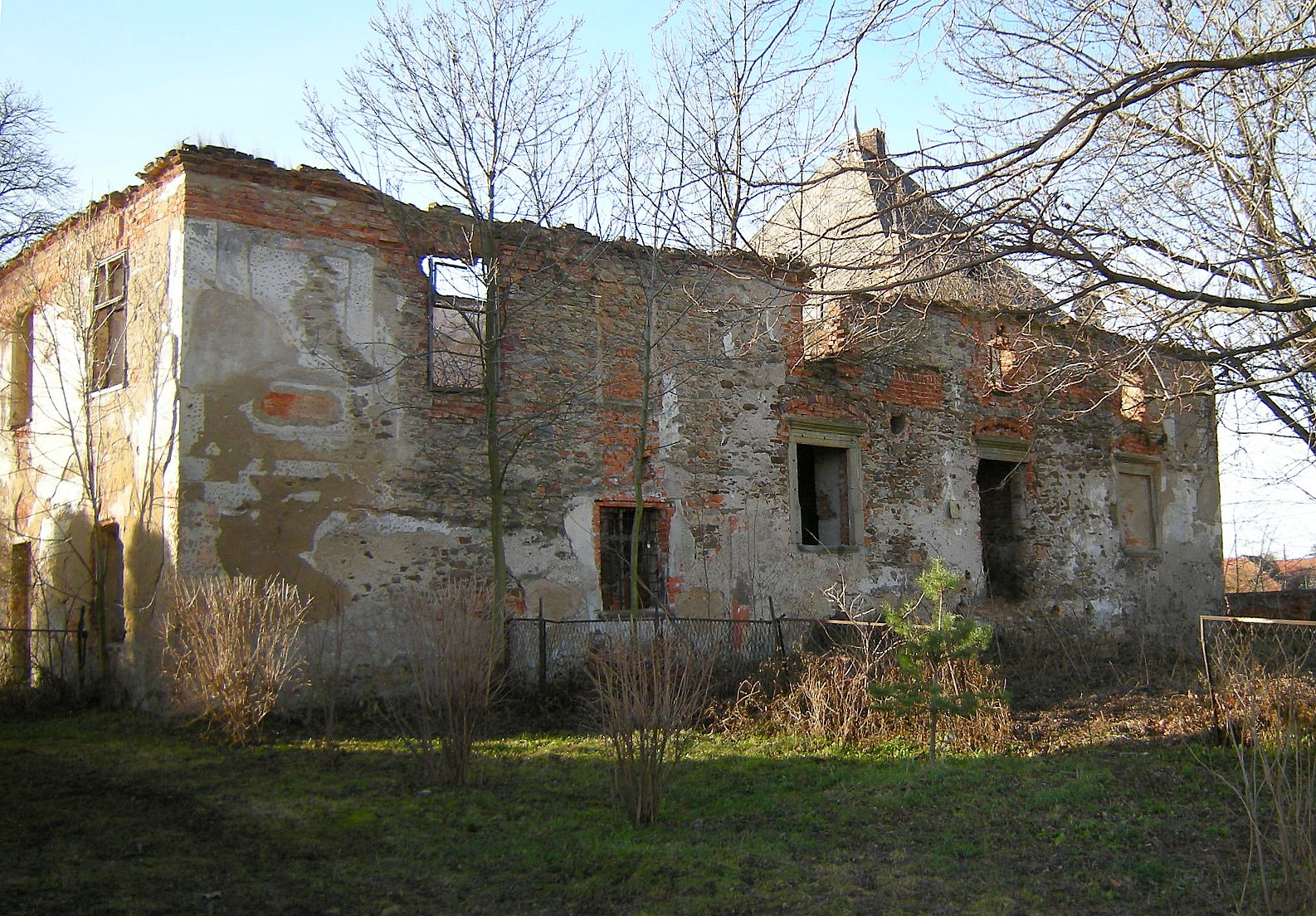
Schloss Fuchswinkel – Ruine

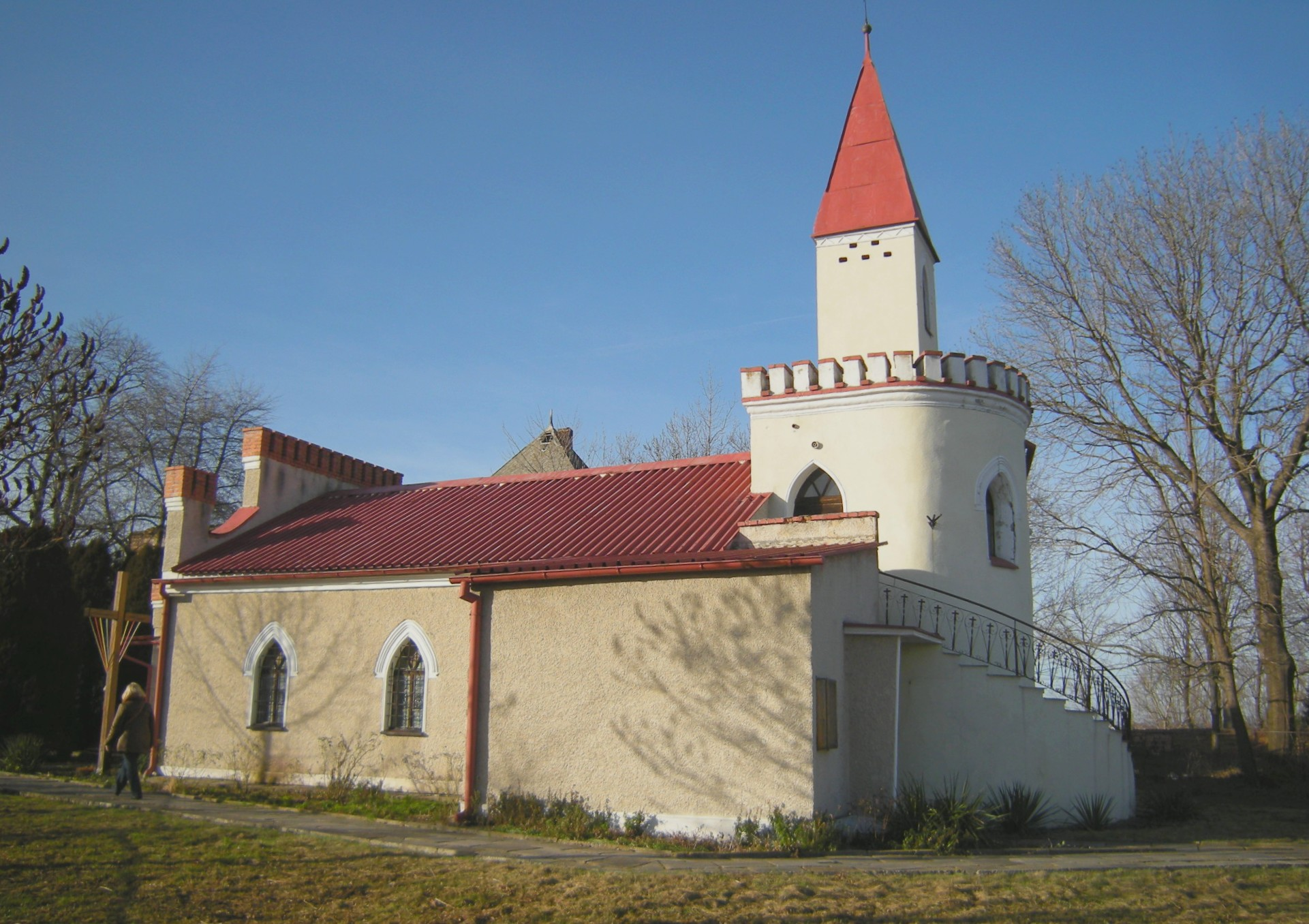
Schlosskapelle

Fuchswinkel, das zunächst aus wenigen Hufen bestand, gehörte vermutlich von Anfang an zum Fürstentum Neisse, in dem ab 1290 die Breslauer Bischöfe neben der geistlichen auch die weltliche Macht ausübten. Im Breslauer Zehntregister Liber fundationis episcopatus Vratislaviensis aus dem Jahr 1310 ist es nicht verzeichnet, wird dort aber bei Gesess erwähnt. 1379 wurde es als „Fuchswinkel bei Weissbach“ bezeichnet. Bereits 1342 war es zusammen mit dem Fürstentum Neisse unter Bischof Preczlaw von Pogarell als ein Lehen an die Böhmen gelangt, die ab 1526 die Habsburger in ihrer Eigenschaft als Könige von Böhmen innehatten. Vermutlich ab Anfang des 15. Jahrhunderts gehörte das Vorwerk von Fuchswinkel zur benachbarten Vogtei Hahnberg. Im Jahre 1579 war beides im Besitz des Joachim von Tschernin.
Nach dem Ersten Schlesischen Krieg, als 1742 der größte Teil Schlesiens an Preußen fiel, musste auch das Fürstentum Neisse geteilt werden. Fuchswinkel gelangte nun an Preußen und verlor durch die Grenzziehung seine Besitzungen in Hahnberg, das bei Böhmen verblieben war.
Mir der Säkularisation des Fürstentums Neisse 1810 war die weltliche Herrschaft der Breslauer Bischöfe beendet. Nach der Neugliederung Schlesiens 1813 wurde Fuchswinkel, das bis dahin zu Niederschlesien gehört hatte, dem oberschlesischen Regierungsbezirk Oppeln eingegliedert. Ab 1816 gehörte es zum neu errichteten Landkreis Neisse, mit dem es bis 1945 verbunden blieb. 1845 bestanden im Dorf ein Rittergut, ein Wirtshaus sowie 30 weitere Häuser. Im gleichen Jahr lebten in Fuchswinkel 210 Einwohner, allesamt katholisch. Eingepfarrt waren die Bewohner nach Gostitz. 1855 lebten 223 Menschen in Fuchswinkel. 1865 bestanden im Ort 16 Gärtnerstellen und 12 Häuslerstellen sowie eine Windmühle und zwei Schankwirtschaften. Katholischer Pfarrort war Gostitz. Für die evangelischen Gläubigen war die evangelische Kirche in Patschkau zuständig. Zusammen mit den Landgemeinden Gostitz, Heinzendorf, Kamitz und Kosel gehörte Fuchswinkel ab 1874 zum Amtsbezirk Patschkau. 1885 zählte Fuchswinkel 169 Einwohner.
Das Rittergut (vermutlich das frühere Vorwerk) gehörte ab 1907 der Familie Jahnel. Es war ein Erbhof von 107 ha Fläche. 1933 lag die Einwohnerzahl bei 167, 1939 waren es 165 Einwohner.
Als Folge des Zweiten Weltkriegs fiel Fuchswinkel 1945 mit dem größten Teil Schlesiens an Polen. Nachfolgend wurde es Lisie Kąty umbenannt und der Woiwodschaft Schlesien angeschlossen. Die deutsche Bevölkerung wurde, soweit sie nicht vorher geflohen war, vertrieben. Die neu angesiedelten Bewohner waren teilweise Zwangsumgesiedelte aus Ostpolen, das an die Sowjetunion gefallen war. 
1950 wurde Lisie Kąty in die Woiwodschaft Opole eingegliedert. Seit 1999 gehört es zum Powiat Nyski. 2011 wurden 83 Einwohner verzeichnet.

## Sehenswürdigkeiten
- Das Schloss Fuchswinkel (Dwór Lisie Kąty) ist eine rechteckige Anlage mit einem quadratischen Eckturm und hohem Pyramidendach. Der Bau entstand um 1600 im Stil der Renaissance und wurde Ende des 19. Jahrhunderts im Neugotik|neugotischen Stil umgebaut. Das zweigeschossige Gebäude besaß ursprünglich ein Satteldach. Heute stehen neben dem Eckturm nur noch die Außenmauern.[10] Das Gebäude wurde 1964 unter Denkmalschutz gestellt.[11]
- Die Schlosskapelle wurde Mitte des 19. Jahrhunderts im neogotischen Stil errichtet.[12]

### Einwohnerentwicklung
Von 1784 bis 1939 entwickelte sich die Einwohnerzahl wie folgt:
| Jahr | Einwohner | Haushalte                   |
| ---- | --------- | --------------------------- |
| 1784 | 169       | 23 Stellen                  |
| 1845 | 210       | 30 Häuser                   |
| 1895 | 179       | 21 Häuser, 47 Haushaltungen |
| 1939 | 165       | 38 Haushalte                |
| 2011 | 83        |                             |

## Persönlichkeiten
- Moritz Brosig (1815–1887), Komponist und Organist, Domkapellmeister und Dozent für Kirchenmusik; Ehrenmitglied der Cäcilien-Akademie in Rom. Er schuf zahlreiche Kompositionen geistlicher Musik. An der Kapelle des ehemaligen Guts erinnert eine Marmortafel an ihn.